# Rivière Arnaud
La rivière Arnaud est un affluent de la rive ouest de la baie d'Ungava. La rivière Arnaud coule dans le territoire non organisé de Rivière-Koksoak, de la région du Nunavik située dans le Nord-du-Québec, au Québec, au Canada.

## Géographie
Les bassins versants voisins de la rivière Arnaud sont :
- côté nord : rivière Vachon, rivière Buet ;
- côté est : baie d'Ungava ;
- côté sud : lac Payne, rivière Hamelin, rivière De Thury ;
- côté ouest : rivière Lepellé, rivière Kuugajaraapik.

Ses eaux s'écoulent depuis le lac Payne (longueur : 103 km ; altitude : 134 m) situé sur le plateau de la péninsule d'Ungava. À partir de sa source, la rivière Arnaud se dirige vers l'est, puis le nord et finalement vers l'est, en recueillant les eaux de nombreuses décharges de lacs glaciaires. La rivière Arnaud se déverse sur le littoral est de la baie d'Ungava, à côté du village inuit de Kangirsuk.
Les principaux tributaires de la rivière Arnaud sont : rivière Buet, rivière Vachon, rivière Hamelin, rivière Lepellé et rivière Kuugajaraapik.
Son cours principal mesure 280 km de long ; en comptant les nombreux bras de cette rivière, on atteint 377 km de longueur.
Gelée la plus grande partie de l'année, par le pergélisol, la rivière Arnaud ne s'écoule librement que les quelques mois d'été vers la mer. Les températures les plus clémentes tournent autour de 7 °C.

## Toponymie
Jadis, la branche principale de ce cours d'eau était désigné rivière F.F. Payne, par le Service météorologique du Canada, à Toronto. La nouvelle appellation "rivière Arnaud" a été officialisée en 1968 en mémoire du père oblat Charles-André Arnaud (1826-1914). Ce dernier s'était rendu en 1872 en expédition par bateau au fort Chimo, lequel était situé sur l'emplacement actuel du village de Kuujjuaq. La toponymie de la rivière a connu les variantes : Tasurak et Kuuvik.
Le toponyme Rivière Arnaud a été officialisé le 22 février 1983 à la Commission de toponymie du Québec.